# Margarita Lozano Ortiz
Margarita Lozano Ortiz (Francia,18 de mayo de 1936), es una artista colombiana que ha desarrollado sus obras dentro del movimiento de expresionismo figurativo. Sus obras se centran especialmente en la representación de paisajes de los que se ha visto rodeada a lo largo de sus años haciendo uso de una gran variedad cromática dentro de sus obras.

## Biografía
Nació en Francia en 1936. Hija del matrimonio formado por Carlos Lozano y Lozano e Isabel Ortiz de Lozano. 
Su madre se fue a vivir con ella a París donde empezó a estudiar en La Académie Boissière (Francia) desde 1953 hasta 1954. Posteriormente, su madre decidió que Margarita Lozano Ortiz debía continuar sus estudios en Roma, Italia. Allí continuó su formación en el taller particular del pintor Pío Eroli desde 1954 hasta 1955. En 1955 se mudó a Nueva York y allí estudio hasta 1956 en Hunter College realizando práctica de dibujo, taller libre y arte publicitario. 
A sus 22 se mudó a Bogotá y se integró a un grupo de artistas de vanguardia conformado por Eduardo Ramírez Villamizar, Alejandro Obregón, Fernando Botero, Enrique Grau y Edgar Negret. Durante 1956 participó en el taller de Juan Antonio de Roda hasta 1958. Durante la misma época estudió en la Universidad de los Andes y estuvo en la Escuela de Bellas Artes de Bogotá. En 1959 se casó con Cavelier Gaviria. Ha desarrollado su obra en su taller personal, ubicado en Cota.

## Trayectoria
En el año 1957 participó en el Primer Salón de Pintoras Colombianas, además de participar también en el X Salón de Artistas colombianos. Para 1958 participó en el I Salón de Pintura Cundinamarca y en el XI Salón de Artistas Colombianos ganando el premio de la Alcaldía de Bogotá con su cuadro Gallos y Platanales. Durante en año 1959 estuvo participando en el XII Salón de Artistas Colombianos y realizó su primera exposición individual en Sociedades económicas de amigos del país. Por otro lado, en el año 1961 participó en el XIII Salón de Artistas Colombianos con su cuadro Azul y Verde. Desde el 4 de octubre de 1962 hasta el 8 de octubre del mismo año realizó su exposición individual en la Galería de Arte “El Callejón” donde presentó 15 óleos sobre lienzo y 6 dibujos los cuales giraron en torno al tema de gallos y girasoles. Durante 1963 participó en la exposición titulada “30 Pintores Colombianos” en Fort Lauderdale, Florida la cual, además, recorrió otros lugares de Estados Unidos. Finalmente en el 4 de agosto de 1964 participó en I Salón Intercol de Artistas Jóvenes.
Ha tenido galerías en Londres y Nueva York, además de salones nacionales. Mientras que sus obras han sido expuestas en la Biblioteca Luis Ángel Arango (Bogotá), las galerías Alfred Wild (Bogotá), Garcés Velásquez (Bogotá), Diners (Bogotá),  El Callejón (Bogotá), Aberbach Fine Art (Londres y Nueva York), galería BP (Bélgica, Bruselas y Amberes), Galerie Étienne de Causans (París), Findlay Gallery (Palm Beach (Florida)) y en Forma Gallery (Miami).

## Exposiciones
Exposiciones conjuntas:
- Primer salón de artistas colombianas. (1957).
- X salón de artistas colombianos (1957).
- I Salón de Pintura de Cundinamarca (1958).
- XI Salón de artistas colombianos (1958).
- XIII Salón de artistas colombianos (1961).
- I Salón Intercol de Artistas Jóvenes (1964).

#### Exposiciones individuales
- Entre Naturalezas, 2021, Galería Mmaison (Bogotá).[2]
- Seis décadas de arte: Retrospectiva. 2012. Universidad de los Andes. (Bogotá).[3]
- Retrospectiva. 1991. Biblioteca Luis Ángel Arango. (Bogotá).[4]

## Premios y reconocimientos
- Ganadora del premio de la Alcaldía de Bogotá XI Salón de artistas colombianos - Obra "Gallos y Platanales".

## Obras
Las obras de Margarita Lozano se distribuyen en diferentes colecciones, entre ellas galerías e instituciones de arte colombianas e internacionales. Algunas de ellas son: 
- El Gallo, 1963, Banco de la República.[5]

- Quietud o Eliza Cuy entre las flores, 1969, Banco de la República.[6]

- Girasoles, 1963, Banco de la República.[7]
- Sin título. 1984, Banco de la República.[8]